# Пропавший мышонок
«Пропавший мышонок» (англ. The Missing Mouse) — семьдесят третий эпизод мультсериала «Том и Джерри» от Уильяма Ханны и Джозефа Барберы.
Этот мультфильм снят в 1952 году и выпущен в прокат 10 января 1953 года.

## Сюжет
Джерри пытается очистить холодильник. За этим сверху пристально наблюдает Том. Вскоре он широко открывает дверцу холодильника. Как только Джерри берёт апельсин, Том захлопывает дверцу, давя фрукт и обливая Джерри соком. Джерри пытается убежать, а Том — поймать его, но не получается. Джерри бежит в свою норку, но врезается в стену справа от неё, падает на пол и попутно опрокидывает на полке над собой флакон с обувным кремом, которым обливается, становясь белым.
Том тем временем сидит на диване и читает журнал под звуки радио. Внезапно радио сообщает о сбежавшем из лаборатории белом мышонке, который перед побегом умудрился съесть взрывчатку, способную уничтожить весь город, и при его обнаружении надо сообщить властям, но ни в коем случае не касаться мышонка, иначе беды не миновать.
Услышав известие, Джерри решает применить полученную расцветку против Тома, а тот нервничает. В порыве нервов он закрывает окно и садится на диван грызть орехи. Съев два ореха, Том по ошибке хватает Джерри и чуть не попадает по нему молотком. Ощупав находку, Том думает, что это мышонок-бомба и в панике бежит к телефону, но Джерри останавливает Тома, имитируя падение со стола, и закрыв крыло рояля. Том успевает спасти Джерри, продолжая думать, что это сбежавший мышонок.
Том снова решает позвонить властям, но опять не получается — Джерри прыгает с лезвия ножа на пол. Том вовремя успевает спасти Джерри, поддув его на кухонный стол. Джерри сбрасывает на Тома утюг. Том опять поддувает, но утюг падает ему на лицо. Удрав с места столкновения утюга, Джерри хватает молоток, но к нему внезапно подбегает Том. Джерри, чтобы напугать Тома имитирует удар молотком по голове, заставляя кота нервно закрыть глаза и отвернуть голову. Внезапно Том просит «мышонка-беглеца», не делать этого, и Джерри бьёт молотком по голове кота. Том приходит в ярость, но вскоре сменяет гнев на милость и подставляет свою голову Джерри. Мышонок наигрывает молотком на голове Тома ритм, после чего кот опять злится. Внезапно Том замечает, что «белый мышонок» ест печенье и отбирает у него молоток. Джерри прыгает несколько раз, приводя Тома в ужас. Вскоре, продолжая прыгать, он начинает отдаляться от хлебницы и не замечает, как попадает в раковину, полную воды. Том подбегает к раковине и видит, как из неё вылезает Джерри, очищаясь от обувного крема. Джерри опять пытается привести Тома в ужас, стуча себе молотком по голове, однако Том просто отнимает у мышонка молоток, забивает его, как гвоздь, в стол, затем выдёргивает и подносит к зеркалу. Джерри понимает, что разоблачён.
Том выносит Джерри на улицу, не замечая, что белый мышонок, о котором говорили по радио, уже здесь. Воспользовавшись моментом, белый мышонок проникает в дом.
Выбросив Джерри, Том возвращается домой и опять ложится на диван в надежде спокойно почитать журнал. Но внезапно его отвлекает белый мышонок, колющий орех. Том тут же ловит мышонка и пытается отмыть в аквариуме, думая, что это снова перекрашенный Джерри. Вскоре на подоконнике появляется сам Джерри. Том убеждается, что в доме — мышонок из лаборатории и приходит в ужас, став седым. Собираясь позвонить властям, Том слышит радиосообщение, в котором говорится, что сбежавший мышонок больше не несёт угрозы. Известие радует Тома, он хватает белого мышонка, выгоняет его через окно и… создаёт мощнейший взрыв. По окончании взрыва разбитое, но едва уцелевшее радио повторяет, что белый мышонок не взрывоопасен, несмотря на получившиеся руины. Из горы кирпичей появляется голова Тома, говорящего призрачным басом: «Не верьте этому!».

## Факты
- Фраза «Не верьте этому!», (англ. «Don't you believe it!») произносимая призрачным басом — цитата из популярной американской радиопередачи 1940-х годов. Также Том её произнёс в серии «Mouse Trouble». Гораздо позже фраза стала мемом.
- Чрезвычайно взрывчатый мышонок является пародией на атомную бомбу.
- Это единственный эпизод мультсериала (из эпизодов, созданных до 1958 года), музыку к которому писал не Скотт Брэдли он находился в отпуске, а другой композитор (в данном случае это Эдвард Пламб).
- Также одна из серий, где Том и Джерри проигрывают оба.